# Classe Zhenya
La classe Zhenya (progetto 1252 e 1263 Almaz secondo la classificazione russa) era una classe navale composta da due sole unità, entrate in servizio, rispettivamente, nel 1967 e nel 1972. Si trattava di dragamine di nuova concezione, che però non entrarono mai in produzione di serie in quanto furono preferite le classe Sonya, di dimensioni maggiori.
In Unione sovietica erano classificate BT.
Tutte le unità sono state radiate tra il 1989 ed il 1992.